# Божидар Джамбаз
Божидар (Даре) Ангелов Джамбаз (на македонска литературна норма: Божидар, Даре Џамбаз) е югославски партизанин и деец на комунистическата съпротива във Вардарска Македония.

## Биография
Роден е на 1 октомври 1911 година в град Прилеп. През 1935 година завършва фармацевтика в Загреб. След началото на Втората световна война влиза в НОВМ. Скоро след това е арестуван и между 1942 и 1943 е интерниран в България. Става делегат на Второто заседание на АСНОМ и на Третото заседание на АСНОМ. Отделно участва в Първата езикова комисия на АСНОМ. Между 1946 и 1951 година е министър в правителството на Лазар Колишевски. През 1953 става министър в правителството на Люпчо Арсов. Джамбаз е един от основателите на Републиканския червен кръст на Македония и негов председател до смъртта си през 1981 година.